# جائزة غرامي لأفضل ألبوم بوب صوتي
جائزة غرامي لأفضل ألبوم بوب صوتي (بالإنجليزية: Grammy Award for Best Pop Vocal Album)‏ هي جائزة تُقدم خلال احتفالات توزيع جوائز الغرامي السنوية بدأ العمل بها سنة 1958.

## المستلمين
| العام[I] | الفائز | العمل                                | المرشحين | المراجع. |
| -------- | --- | ------------------------------------ | --- | -------- |
| 1968     | البيتلز | فرقة نادي القلوب الوحيدة للرقيب بيبر | - ذي أسوسياشن – إنسايت اوت - فيكي كار – إت موست بي هيم - ذا فيفث دايمنشن – آب، آب أند أواي - بوبي غينتري – أود تو بيلي جو                                            | [ 3 ]    |
| 1995     | بوني رايت | لوغينغ إن ذير هارتس                  | - أيس أوف بيس – ذا ساين - خوسيه كاريراس وبلاثيدو دومينغو ولوتشانو بافاروتي مع زوبين ميهتا – ذا ثري تينورز إن كونسرت 1994 - لايل لوفيت – آي لوف إيفريبودي - سيل – سيل | [ 4 ]    |
| 1996     | جوني ميتشل | توربيولينت إينديغو                   | - ماريا كاري – دايدريم - صقور – هيل فريزس أوفر - آني لينوكس – ميدوسا - مادونا – بيدتايم ستوريز                                                                       | [ 5 ]    |
| 1997     | سيلين ديون | فالينغ إنتو يو                       | - توني براكستون – سيكريتس - تريسي شابمان – نيو بيغنينغ - شون كولفين – أ فيو سمول ريبيرس - ستينغ – ميركوري فالينغ                                                     | [ 6 ]    |
| 1998     | جيمس تايلور | أوركلاس                              | - بولا كول – ذس فاير - فليتوود ماك – ذا دانس - جاميركواي – ترافلينغ وثاوت موفنغ - سارة مكلاكلان – سورفايسنغ                                                          | [ 7 ]    |
| 1999     | مادونا | شعاع من الضوء                        | - إريك كلابتون – بيلغرم - سيلين ديون – ليتس تولك أباوت لوف - ناتالي ايمبروليا – ليفت أوف ذا مدل - أوركسترا براين سيتزر – ذا ديرتي بوغي                               | [ 8 ]    |
| 2000     | ستينغ | براند نيو داي                        | - باكستريت بويز – ميلينيوم - شير – بيليف - ريكي مارتن – ريكي مارتن - سارة مكلاكلان – ميروبول                                                                         | [ 9 ]    |
| 2001     | ستيلي دان - المنتجين: والتر بيكر ودونالد فاغن. مهندسي الصوت/المكساج: فيل بورنيت وروجر نيكولز وديف راسل وإليوت شاينر | تو أغينست نايتشور                    | - دون هينلي – إنسايد جوب - ماودنا – موسيقى - إن سينك – نو سترينغز اتاتشد - بريتني سبيرز – أوبس!... فعلتها مرة ثانية                                                  | [ 10 ]   |
| 2002     | ساد - المنتجين: شادي أدو ومايك بيلا                                                                                 | لوفرز روك                            | - نيللي فرتادو – وا، نيللي! - جانيت جاكسون – أول فور يو - إلتون جون – سونغز فروم ذا ويست كوست - إن سينك – سليبرتي                                                    | [ 11 ]   |
| 2003     | نورا جونز - المنتجين: عارف ماردين وجاي نيولاند. مهندسي الصوت/المكساج: أس. هوسكي هوسكولد وجاي نيولاند                | كوم آواي ويث مي                      | - آفريل لافين – لت غو - نو داوت – روك ستيدي - بينك – مسوندزتود - بريتني سبيرز – بريتني                                                                               | [ 12 ]   |
| 2004     | جاستن تمبرليك - المنتجين: تشاد هوغو وفاريل ويليامز. مهندس الصوت/المكساج: سيربان غينيا                               | جاستيفيد                             | - كريستينا أغيليرا – ستريبد - جورج هاريسون – براينواشد - آني لينوكس – بير - ميخائيل مكدونالد – موتاون                                                                | [ 13 ]   |
| 2005     | ري تشارلز وفنانين متنوعين - المنتج: جون آر. بيرك. مهندس الصوت/المكساج: أل شميت                                      | جينيس لوفز كومباني                   | - نورا جونز – فيلز لايك هوم - سارة مكلاكلان – آفترغلو - جوس ستون – مايند بودي أند سول - براين ويلسون – براين ويلسون بريزينتس سمايل                                   | [ 14 ]   |
| 2006     | كيلي كلاركسون - المنتج: كلايف ديفيس. مهندس الصوت/المكساج: سيربان غينيا                                              | برايكآواي                            | - فيونا آبل – إكسترا أودناري ماشين - شيريل كرو – وايلدفلور - بول مكارتني – كايوس أند كريأيشن إن ذا باكيارد - غوين ستيفاني – لوف. أينجل. ميوزك. بايبي.                | [ 15 ]   |
| 2007     | جون ماير - المنتج: ستيف جوردن. مهندسي الصوت/مكساج: مايكل إتش. براور وجو فيرلا وتشاد فرانسكوفياك                     | كونتنيوم                             | - كريستينا أغيليرا – باك تو بايسكس - جيمس بلانت – باك تو بيدلام - إلفيس كوستيلو وألين توساينت – ذا ريفر إن ريفيرس - جاستن تمبرليك – فيوتشرسكس/لوفساوندز              | [ 16 ]   |
| 2008     | إيمي واينهاوس - المنتج: مارك رونسون                                                                                 | باك تو بلاك                          | - بون جوفي – لوست هايواي - فيست – ذا ريمايندر - مارون 5 – إت ونت بي سون بيفور لونغ - بول مكارتني – ميموري أولموست فول                                                | [ 17 ]   |
| 2009     | دفي | روكفيري                              | - شيريل كرو – ديتورس - صقور – لونغ رود أوت أوف إيدن - ليونا لويس – سبريت - جيمس تايلور – كوفرز                                                                       | [ 18 ]   |
| 2010     | ذا بلاك آيد بيز - مهندسي الصوت/المكساج: ديلان دريسدو وبادرياك كيرين                                                 | ذا إي.إن.دي.                         | - كولبي كيلات – برايكثرو - كيلي كلاركسون – أول آي إيفر وانتد - ذا فراي – ذا فراي - بينك – فونهاوس                                                                    | [ 19 ]   |
| 2011     | ليدي غاغا - المنتجين: ليدي غاغا وريدوان. مهندسي الصوت/المكساج: روبرت أورتن وريدوان ودايف روسيل                      | وحش الشهرة                           | - جاستن بيبر – ماي ورلد 2.0 - سوزان بويل – آي دريمد أ دريم - جون ماير – باتل ستوديز - كيتي بيري – حلم المراهقة                                                       | [ 20 ]   |
| 2012     | أديل | 21                                   | - سيلو غرين – ذا ليدي كيلر - ليدي غاغا – هكذا ولدت - برونو مارس – دوو-وابس أند هوليغنز - ريانا – لاود                                                                | [ 21 ]   |
| 2013     | كيلي كلاركسون - مهندسي الصوت/المكساج: سيربان غينيا وجون هانس                                                        | سترونغر                              | - فلورنس اند ذا مشين – سيريمونيلس - فن – سوم نايتس - مارون 5 – أوفرإيكسبوزد - بينك – ذا تروث أبوت لوف                                                                | [ 22 ]   |
| 2014     | برونو مارس - المنتجين: فيليب لورانس وآري ليفين وبرونو مارس, مهندسي الصوت/المكساج: آري ليفين وماني ماركوين           | أوناورثودوكس جوكبوكس                 | - لانا دل راي – بارادايس - لورد – البطلة النقية - روبن ثيك – بلورد لاينس - جاستن تمبرليك – ذا 20/20 إكسبيرينس – ذا كومبليت إكسبيرينس                                 | [ 22 ]   |
| 2015     | سام سميث - المنتج: جيمي نايبس. مهندس الصوت/المكساج: ستيف فيتزموريس                                                  | إن ذا لونلي آور                      | - كولدبلاي – غوست ستوريز - مايلي سايرس – بانغرز - أريانا غراندي – ماي إيفريثينغ - كيتي بيري – منشور - إد شيران – إكس                                                 | [ 23 ]   |
| 2016     | تايلور سويفت - المنتجين: ماكس مارتن وشيلباك                                                                         | 1989                                 | - كيلي كلاركسون – بيس باي بيس - فلورنس اند ذا مشين – هاو بيغ، هاو بلو، هاو بيوتفل - مارك رونسون – آبتاون سبشل - جيمس تايلور – بيفور ذس ورلد                          | [ 24 ]   |
| 2017     | أديل - مهندس الصوت/المكساج،: توم المهيرست                                                                           | 25                                   | - جاستن بيبر – بيربوس - أريانا غراندي – دينجروس وومان - ديمي لوفاتو – كونفدنت - سيا – ذس أس أكتنغ                                                                    | [ 25 ]   |
| 2018     | إد شيران - المنتج إد شيران. مهندسي الصوت/المكساج: جو روبل وكريس سكلافاني ومارك "سبايك" ستنت                         | ÷                                    | - كولدبلاي – كلايدسكوب إي بي - لانا دل راي – لاست فور لايف - إماجن دراجونس – إيفولف - كشا – رينبو - ليدي غاغا – جوان                                                 | [ 26 ]   |
| 2019     | أريانا غراندي - المنتج: فاريل ويليامز, مهندس الصوت: مايك لارسون                                                     | سويتنر                               | - كاميلا كابيو – كاميلا - كيلي كلاركسون – مينينغ أوف لايف - شون مينديز – شون مينديز - بينك – بيوتفل تراما - تايلور سويفت – ريبيوتيشن                                 | [ 27 ]   |
| 2020     | بيلي إيليش - المنتج: فينيس أوكونيل. مهندسي الصوت/المكساج: روب كينلسكي وفينيس أوكونيل                                | وين وي آول فول أسليب، وير دو وي غو؟  | - بيونسيه – ذا لايون كينغ: ذا غيفت - أريانا غراندي – ثانك يو، نيكست - إد شيران – نو.6 كولابورايشنز بروجيكت - تايلور سويفت – حبيب                                     | [ 28 ]   |
| 2021     | دوا ليبا | فيوتشر نوستالجيا                     | - جاستن بيبر – تشينجز - ليدي غاغا – كروماتيكا - هاري ستايلز – فاين لاين - تايلور سويفت – فوكلور                                                                      | [ 29 ]   |
| 2022     | أوليفيا رودريغو | ساور                                 | - جاستن بيبر – جاستس (تريبل تشوكس ديلوكس) - دوجا كات – بلانت هير (ديلوكس) - بيلي إيليش – هابير ذان إيفر - أريانا غراندي – بزشنز                                      | [ 30 ]   |

^[I] وصلة كل عام مرتبطة بالمقالة الخاصة بجوائز غرامي التي أقيمت في ذلك العام.